# Liste der Träger des Ehrenkreuzes der Bundeswehr für Tapferkeit

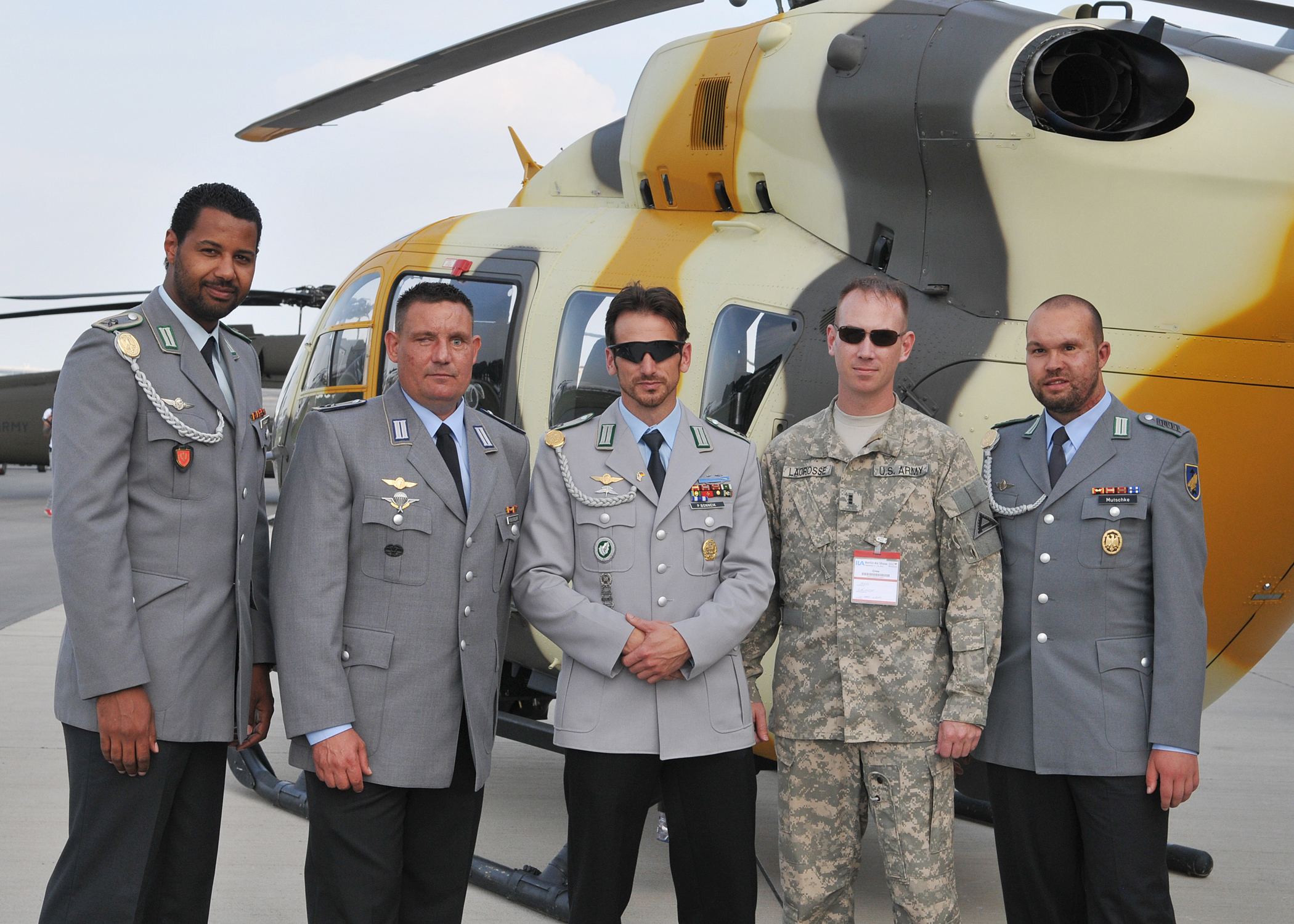
Ralf Rönckendorf (2. v. l.) und Maik Mutschke (1. v. r.) im September 2012

Das Ehrenkreuz der Bundeswehr für Tapferkeit ist die höchste Auszeichnung der Bundeswehr und die erste explizite Tapferkeitsauszeichnung in der Geschichte der bundesdeutschen Armee.
Bei der Verleihung am 29. November 2010 wurden erstmals auch zwei am Karfreitag 2010 gefallene Soldaten postum geehrt und am 6. September 2011 wurde erstmals ein Stabsoffizier mit dem Ehrenkreuz der Bundeswehr für Tapferkeit ausgezeichnet. Bisher gab es 29 Verleihungen.
| Nr. | Verleihungsdatum                                                     | Name                                                       | Alter bei Verleihung | Dienstgrad bei Verleihung | Truppenteil bei Verleihung         | Einsatz                             | Verleihungsgrund | Quelle                      |
| --- | -------------------------------------------------------------------- | ---------------------------------------------------------- | -------------------- | ------------------------- | ---------------------------------- | ----------------------------------- | --- | --------------------------- |
| 1   | 6. Juli 2009                                                         | Jan Berges                                                 | 29                   | HptFw                     | 1. / Fallschirmjägerbataillon 263  | ISAF                                | Am 20. Oktober 2008 kamen sie gemeinsam etwa fünf Kilometer südwestlich des PRT Kunduz ihren Kameraden und afghanischen Zivilisten, die Opfer eines Selbstmordanschlages geworden waren, trotz brennender Fahrzeuge und explodierender Munition zu Hilfe. |                             |
| 2   | 6. Juli 2009                                                         | Alexander Dietzen                                          | 33                   | HptFw                     | 1. / Fallschirmjägerbataillon 263  | ISAF                                | Am 20. Oktober 2008 kamen sie gemeinsam etwa fünf Kilometer südwestlich des PRT Kunduz ihren Kameraden und afghanischen Zivilisten, die Opfer eines Selbstmordanschlages geworden waren, trotz brennender Fahrzeuge und explodierender Munition zu Hilfe. |                             |
| 3   | 6. Juli 2009                                                         | Henry Lukács                                               | 28                   | HptFw                     | 1. / Fallschirmjägerbataillon 263  | ISAF                                | Am 20. Oktober 2008 kamen sie gemeinsam etwa fünf Kilometer südwestlich des PRT Kunduz ihren Kameraden und afghanischen Zivilisten, die Opfer eines Selbstmordanschlages geworden waren, trotz brennender Fahrzeuge und explodierender Munition zu Hilfe. |                             |
| 4   | 6. Juli 2009                                                         | Markus Geist                                               | 28                   | OFw                       | Luftlande- und Lufttransportschule | ISAF                                | Am 20. Oktober 2008 kamen sie gemeinsam etwa fünf Kilometer südwestlich des PRT Kunduz ihren Kameraden und afghanischen Zivilisten, die Opfer eines Selbstmordanschlages geworden waren, trotz brennender Fahrzeuge und explodierender Munition zu Hilfe. |                             |
| 5   | 22. Januar 2010                                                      | Daniel Seibert                                             | 30                   | HptFw                     | Gefechtsübungszentrum Heer         | ISAF                                | Am 4. Juni 2009 führte er bei Basoz (Raum Kunduz) seine Gruppe vorbildlich an vorderster Linie gegen einen überlegenen Feind, um einen eigenen unter Beschuss stehenden Spähtrupp zu verstärken. Im Verlauf eines mehr als einstündigen Feuergefechts konnten die Angreifer zurückgeschlagen werden. | [ 3 ]                       |
| 6   | 22. Januar 2010                                                      | Steffen Knoska                                             | 29                   | OFw                       | Jägerregiment 1                    | ISAF                                | Am 7. Juni 2009 geriet er entlang der Marschstraße „Little Pluto“ (Raum Kunduz) mit seinem Trupp beim Versuch, ein während eines Gefechtes beschädigtes Fahrzeug zu bergen, unter schweren Beschuss. Unter Einsatz des eigenen Lebens und trotz eines Helmtreffers rettete er gemeinsam mit seinen Soldaten einen verletzten Kameraden aus dem Schussfeld. |                             |
| 7   | 4. Mai 2010                                                          | Jan Hecht                                                  | 36                   | HptFw                     | 2. / Panzergrenadierbataillon 391  | ISAF                                | Am 4. Juni 2009 geriet er bei Basoz (Raum Kunduz) mit seinem Zug, der den Auftrag hatte, einen von Feinden unter Feuer genommenen Spähtrupp zu verstärken, selbst in einen Hinterhalt. Unter höchster eigener Gefährdung gelang es ihm und seinem Zug unter seiner herausragenden Führung dennoch, im Kampf gegen einen zahlenmäßig überlegenen Feind schließlich den eingekreisten Spähtrupp zu entsetzen. | [ 4 ]                       |
| 8   | 29. November 2010                                                    | Mario Kunert                                               | 36                   | HptFw                     | 3. / Fallschirmjägerbataillon 373  | ISAF                                | Am 2. April 2010 drang er in Isa Khel (Raum Kunduz) mit vier Kameraden zu einem angegriffenen und eingeschlossenen Spähtrupp vor und ermöglichte durch seinen energischen Vorstoß und seine straffe Führung die erfolgreiche Bergung des verwundeten Spähtruppführers. | [ 5 ] [ 6 ] [ 7 ] [ 8 ]     |
| 9   | 29. November 2010                                                    | Philipp Oliver Pordzik                                     | 33                   | HptFw                     | 4. / Fallschirmjägerbataillon 313  | ISAF                                | Am 2. April 2010 eilte er nach der Zerstörung eines gepanzerten Dingo-Fahrzeuges durch einen ferngezündeten Sprengsatz in Isa Khel (Raum Kunduz) mit seinem Zug zur Verstärkung herbei. Unter heftigem, gezielten Feindfeuer saß er ab und ermöglichte unter Einsatz des eigenen Lebens durch entschlossenes Handeln und gezielte Führung seiner Soldaten die Rettung der verwundeten Soldaten. | [ 5 ] [ 6 ] [ 7 ] [ 8 ]     |
| 10  | 29. November 2010                                                    | Ralf Rönckendorf                                           | 38                   | HptFw                     | 3. / Fallschirmjägerbataillon 373  | ISAF                                | Am 2. April 2010 kämpfte er sich in dem schweren Gefecht in Isa Khel (Raum Kunduz) als Sanitäter mit der Waffe in der Hand zu einem verwundeten und von Aufständischen bedrohten Kameraden vor und versorgte diesen notfallmedizinisch. Schließlich wurde er bei der Detonation einer Sprengfalle schwer verletzt und verlor sein Augenlicht. | [ 5 ] [ 6 ] [ 7 ] [ 8 ]     |
| 11  | 29. November 2010                                                    | Maik Mutschke                                              | 24/25                | StGefr                    | 3. / Fallschirmjägerbataillon 373  | ISAF                                | Am 2. April 2010 wurde seine Patrouille in Isa Khel (Raum Kunduz) von Aufständischen angegriffen, eingeschlossen und der Spähtruppführer verwundet. In dem folgenden, schweren Gefecht legte er alleine unter ständigem Feindfeuer 300 Meter durch die Ortschaft zurück und stellte somit Verbindung zu den eigenen Truppen her, die nun zu dem Spähtrupp vorstoßen konnten. | [ 5 ] [ 6 ] [ 7 ] [ 8 ]     |
| 12  | 29. November 2010                                                    | Robert Hartert (postum – gefallen 2. April 2010)           | 25 (†)               | StGefr                    | 3. / Fallschirmjägerbataillon 373  | ISAF                                | Am 2. April 2010 kämpfte er in dem schweren Gefecht in Isa Khel (Raum Kunduz) als Maschinengewehrschütze mit außergewöhnlicher Tapferkeit an vorderster Linie und wurde schließlich tödlich getroffen. Durch seine selbständige, kontinuierliche Feuerunterstützung hatte er bis dahin einen wesentlichen Beitrag zur Bergung eines verwundeten Kameraden aus sehr schwieriger Lage geleistet. | [ 5 ] [ 6 ] [ 7 ] [ 8 ]     |
| 13  | 29. November 2010                                                    | Martin Kadir Augustyniak (postum – gefallen 2. April 2010) | 28 (†)               | HptGefr                   | 3. / Fallschirmjägerbataillon 373  | ISAF                                | Am 2. April 2010 hatte er in Isa Khel (Raum Kunduz) einen wesentlichen Anteil an der Bergung eines verwundeten Spähtruppführers. Trotz zweimaliger Verwundung in dem schweren Gefecht gab er anschließend einem gepanzerten Dingo-Fahrzeug, dessen Maschinengewehr zerstört worden war, mit seinem Gewehr und der Panzerfaust Feuerschutz. Schließlich wurde er bei der Zerstörung dieses Dingos durch einen ferngezündeten Sprengsatz getötet. | [ 5 ] [ 6 ] [ 7 ] [ 8 ]     |
| 14  | 12. April 2011                                                       | Stefan Weinmüller                                          | 42                   | StFw                      | Luftlande- und Lufttransportschule | ISAF                                | Weinmüller und Henken bargen am 19. Juli 2009 bei einem Gefecht nahe der Ortschaft Isa Khan / Chahar Darah unter Feindfeuer einen verwundeten ANA-Soldaten. Die anderen drei Soldaten zeichneten sich am 16. Juli 2010 als Angehörige der QRF 5 während eines Gefechtes im Raum Baghlan aus. Verteidigungsminister Thomas de Maizière sagte bei der Ehrung, die Soldaten hätten „sich durch ihr hervorragend tapferes Handeln im Einsatz besonders ausgezeichnet“. | [ 10 ] [ 11 ]               |
| 15  | 12. April 2011                                                       | Timo Henken                                                | 31                   | OFw                       | Luftlande- und Lufttransportschule | ISAF                                | Weinmüller und Henken bargen am 19. Juli 2009 bei einem Gefecht nahe der Ortschaft Isa Khan / Chahar Darah unter Feindfeuer einen verwundeten ANA-Soldaten. Die anderen drei Soldaten zeichneten sich am 16. Juli 2010 als Angehörige der QRF 5 während eines Gefechtes im Raum Baghlan aus. Verteidigungsminister Thomas de Maizière sagte bei der Ehrung, die Soldaten hätten „sich durch ihr hervorragend tapferes Handeln im Einsatz besonders ausgezeichnet“. | [ 10 ] [ 11 ]               |
| 16  | 12. April 2011                                                       | Andreas Mey                                                | 30                   | HptFw                     | 4. / Gebirgsjägerbataillon 231     | ISAF                                | Weinmüller und Henken bargen am 19. Juli 2009 bei einem Gefecht nahe der Ortschaft Isa Khan / Chahar Darah unter Feindfeuer einen verwundeten ANA-Soldaten. Die anderen drei Soldaten zeichneten sich am 16. Juli 2010 als Angehörige der QRF 5 während eines Gefechtes im Raum Baghlan aus. Verteidigungsminister Thomas de Maizière sagte bei der Ehrung, die Soldaten hätten „sich durch ihr hervorragend tapferes Handeln im Einsatz besonders ausgezeichnet“. | [ 10 ] [ 11 ]               |
| 17  | 12. April 2011                                                       | Norman Reichow                                             | 30                   | OFw                       | 4. / Gebirgsjägerbataillon 231     | ISAF                                | Weinmüller und Henken bargen am 19. Juli 2009 bei einem Gefecht nahe der Ortschaft Isa Khan / Chahar Darah unter Feindfeuer einen verwundeten ANA-Soldaten. Die anderen drei Soldaten zeichneten sich am 16. Juli 2010 als Angehörige der QRF 5 während eines Gefechtes im Raum Baghlan aus. Verteidigungsminister Thomas de Maizière sagte bei der Ehrung, die Soldaten hätten „sich durch ihr hervorragend tapferes Handeln im Einsatz besonders ausgezeichnet“. | [ 10 ] [ 11 ]               |
| 18  | 12. April 2011                                                       | Valeri Müller                                              | 21                   | HptGefr                   | 4. / Gebirgsjägerbataillon 231     | ISAF                                | Weinmüller und Henken bargen am 19. Juli 2009 bei einem Gefecht nahe der Ortschaft Isa Khan / Chahar Darah unter Feindfeuer einen verwundeten ANA-Soldaten. Die anderen drei Soldaten zeichneten sich am 16. Juli 2010 als Angehörige der QRF 5 während eines Gefechtes im Raum Baghlan aus. Verteidigungsminister Thomas de Maizière sagte bei der Ehrung, die Soldaten hätten „sich durch ihr hervorragend tapferes Handeln im Einsatz besonders ausgezeichnet“. | [ 10 ] [ 11 ]               |
| 19  | Höchstwahrscheinlich im Jahre 2011 gab es zwei weitere Verleihungen. | ?                                                          | ?                    | Hptm                      | ?                                  | ?                                   | | [ 12 ]                      |
| 20  | Höchstwahrscheinlich im Jahre 2011 gab es zwei weitere Verleihungen. | ?                                                          | ?                    | HptFw                     | ?                                  | ?                                   | | [ 12 ]                      |
| 21  | 6. September 2011                                                    | Jared Sembritzki                                           | 42                   | Oberstlt                  | Kdr Gebirgsjägerbataillon 231      | ISAF                                | Eingesetzt als Kommandeur der QRF 5 und während eines schweren Gefechts um einen vorgeschobenen Sicherungsvorposten bei Shahabuddin zeichnete er sich durch „Mut, Führungskönnen, Entschlusskraft und selbstlosen Einsatz“ aus. | [ 13 ]                      |
| 22  | 22. November 2011                                                    | Rene Fandrich                                              | ?                    | HptFw                     | Gefechtsübungszentrum Heer         | ?                                   | ? | [ 14 ] [ 15 ] [ 16 ] [ 17 ] |
| 23  | 22. November 2011                                                    | Jürgen Wölfl                                               | 42                   | HptFw                     | 3. / Panzergrenadierbataillon 122  | ?                                   | ? | [ 14 ] [ 15 ] [ 16 ] [ 17 ] |
| 24  | 22. November 2011                                                    | Jan Bauer                                                  | ?                    | OStGefr                   | 2. / Fallschirmjägerbataillon 313  | ?                                   | ? | [ 14 ] [ 15 ] [ 16 ] [ 17 ] |
| 25  | 22. November 2011                                                    | Tim Focken                                                 | 24/25                | OStGefr                   | 2. / Fallschirmjägerbataillon 313  | ?                                   | ? | [ 14 ] [ 15 ] [ 16 ] [ 17 ] |
| 26  | 22. November 2011                                                    | Engin Imprammpasi                                          | ?                    | StGefr                    | 3. / Fallschirmjägerbataillon 313  | ?                                   | ? | [ 14 ] [ 15 ] [ 16 ] [ 17 ] |
| 27  | 31. März 2014                                                        | Jürgen E.                                                  | ?                    | HptFw                     | Kommando Spezialkräfte             | ?                                   | Jürgen E. und Benjamin B. waren am 21. Februar 2013 Teil einer Operation im Raum Kunduz, bei welcher Jürgen E. einen schwer verwundeten Afghanen unter Beschuss aus einer Gefahrenzone rettete. Dabei wurde er selbst schwer verwundet, wurde jedoch selbst von seinem Kameraden Benjamin B. gerettet. „Das entschlossene, mutige und dabei stets umsichtige Handeln der beiden deutschen Soldaten in kritischer Situation erzielte somit einen wesentlichen Beitrag zum Gesamterfolg der Operation.“ | [ 18 ]                      |
| 28  | 31. März 2014                                                        | Benjamin B.                                                | ?                    | HptFw                     | Kommando Spezialkräfte             | ?                                   | Jürgen E. und Benjamin B. waren am 21. Februar 2013 Teil einer Operation im Raum Kunduz, bei welcher Jürgen E. einen schwer verwundeten Afghanen unter Beschuss aus einer Gefahrenzone rettete. Dabei wurde er selbst schwer verwundet, wurde jedoch selbst von seinem Kameraden Benjamin B. gerettet. „Das entschlossene, mutige und dabei stets umsichtige Handeln der beiden deutschen Soldaten in kritischer Situation erzielte somit einen wesentlichen Beitrag zum Gesamterfolg der Operation.“ | [ 18 ]                      |
| 29  | 22. September 2014                                                   | Daniel Wirth (postum – gefallen 4. Mai 2013)               | 32 (†)               | HptFw                     | Kommando Spezialkräfte             | ISAF                                | Der am 4. Mai 2013 im Gefecht südlich von Kunduz getötete Soldat hat an diesem Tag außergewöhnliche Tapferkeit bewiesen und „das Leben seiner Kameraden beschützt“. | [ 19 ]                      |
| 30  | 2. August 2023                                                       | Andreas F. (Name geändert)                                 | ?                    | Hptm                      | Kommando Spezialkräfte             | Evakuierungsoperation Kabul         | Andreas F. war am 26. August 2021 als Führer seines Kommandozugs am Abbey Gate des Flughafens Kabul im Einsatz. Kurz vor dem Abzug erkannte F. in der Menge mehrere deutsche Staatsbürger. Trotz einer konkreten Anschlagsplanung entschloss sich F., die erkannten deutschen Staatsangehörigen aus dieser Gefahr zu retten und ging als taktischer Führer voraus und bewies ein Übermaß an Tapferkeit und Standfestigkeit. F. rettete nachweislich 42 Schutzberechtigten das Leben. | [ 20 ]                      |
| 31  | 2. August 2023                                                       | Matthias G. (Name geändert)                                | ?                    | StFw                      | Kommando Spezialkräfte             | Evakuierungsoperation Kabul         | In der Nacht vom 25. auf 26. August 2021 evakuierte G. mit seinem Kommandotrupp unter hohem zeitlichem Druck drei deutsche Familien ohne männliche Begleitung für den letzten Flug, welche sich weit entfernt vom Flughafen Kabul befanden. Am Aufnahmepunkt bestand durch Taliban-Kämpfer sowie einer großen Menschenmasse eine außergewöhnliche Gefährdung mit hohem Eskalationspotenzial. Trotz vereinzeltem Beschuss sowie gewalttätigen Übergriffen gelang es G., die gesuchten deutschen Staatsangehörigen zu finden, vor Störern zu schützen und anschließend zu Fuß sicher in den Flughafen zu bringen. Bei dieser Operation wurden drei Frauen, drei jugendliche Mädchen, vier Kinder und ein geistig behinderter Junge gerettet. | [ 20 ]                      |
| 32  | 11. Juni 2024                                                        | S. (Name geändert)                                         | ?                    | Oberstlt                  | Kommando Spezialkräfte             | Operation „Mah Taabi“ („Mondlicht“) | Als Hauptmann war S. am 12. Oktober 2012 Führer der deutschen Spezialkräfte sowie weiterer deutschen und afghanischen Kräfte. S. übernahm nach dem Tod des Kommandeurs zusätzlich die Führung der afghanischen Einheit, obwohl er selber im Feuerkampf stand. Es gelang, eine drohende Einkesselung durch gegnerische Kräfte abzuwenden und darüber hinaus den Angriffsschwung zu halten. Letztendlich führte er die Operation zum Erfolg. | [ 21 ]                      |
| 33  | 11. Juni 2024                                                        | Dietmar F.                                                 | 42                   | OStFw                     | Kommando Spezialkräfte             | Operation „Mah Taabi“ („Mondlicht“) | Oberstabsfeldwebel F. war Zugführer im Schwerpunkt des Angriffs. Ihm waren auch Angehörige der afghanischen Partnereinheit zugeordnet. In einer Phase massiver feindlicher Gegenwehr sorgte sein Handeln für den Anschluss an die Hauptkräfte. F. unterstütze maßgeblich das gemeinsame Ziel des Angriffs und somit den Operationserfolg. | [ 21 ]                      |
| 34  | 11. Juni 2024                                                        | (nicht benannt)                                            | ?                    | (nicht benannt)           | Hubschraubergeschwader 64          | Operation „Mah Taabi“ („Mondlicht“) | | [ 21 ]                      |